# スケルトンT
スケルトンT（SKELETON-T）は、コンパイルのコンピュータゲーム作品『魔導物語』シリーズおよびぷよぷよシリーズに登場するキャラクターであり、基本的には、 日本茶をこよなく愛する骸骨のモンスターとして設定されている。

## 劇中での扱い
PC-98版『魔導物語1』では、剣と盾を装備した骸骨剣士という設定であり、お茶好きという設定はない。
『魔導物語』では自分の骨を投げつけてくるが、それが元で体が崩れて自滅する。
『ぷよぷよ』シリーズではほとんどの作品で序盤に登場し、個別の思考ルーチンがない場合を除いてぷよを一切回転できないキャラクターとして位置づけられている。『ぷよぷよ〜ん』ではその特徴を、回転しないと威力が上がる特技「スーパーダイナミックお茶ボンバー」として昇華させている。『ぽけっとぷよぷよ〜ん』では相手がしばらくぷよを回転できなくなる特技「ほねののろい」を持っている。『ぷよぷよBOX』の「ごちゃまぜぷよぷよ」でも登場するが、初代ぷよぷよスタイルの敵キャラとしてのみの登場なので特技はない。また「ぷよぷよクエスト」では最初のボスキャラの扱いとなっている。
『わくわくぷよダンジョン』ではぷよぷよダンジョンの中ボスを担当。『はなまる』ではすけとうだらJr.の手下として登場する他、ドリンク剤を持った「スケルトンD」という亜種もいる。
一人称は作品やプラットフォームによってばらつきがあり、『ぷよぷよ』、SS版以降の『ぷよぷよ通』（PCE版除く）、『ルルーのルー』では「オレ」、PCE版『ぷよぷよCD通』では「私」、『わくぷよ』や『ぽけっとぷよぷよ〜ん』は「ワシ」である。
シリーズの版権がセガに移籍した後の作品の一つである『ぷよぷよ7』にはストーリーモードの対戦相手として登場しているほか、隠しキャラクターとしても使用可能である。
「お茶好きの骸骨」という設定は継承されている一方、赤、青、黄の三人一組で登場している。
このうち、赤は標準体型、青はほっそりして頭にヒビが入っており、黄はやや頭が大きく少し太めの体形をしている。
組ぷよパターンはおしゃれこうべと同じで、COM操作の場合ぷよを回転させない。「だいへんしん」では変身せず、いつもメインを張っている赤に変わってでかは青、ちびは黄が交替する。
『ぷよぷよ!!クエスト』では、『7』の赤の姿に近いものが青の衣装を着て単体で登場している。

## 担当声優
- 千葉繁 - PCE版『ぷよぷよCD』、PCE版『ぷよぷよCD通』
- ガッツ中松 - AC・SS版『ぷよぷよSUN』、『たいぷdaぷよぷよ』
- 藤田圭宣（現・織田圭祐、コンパイル自社オーディション）[2] - N64・PS版『ぷよぷよSUN』、『魔導物語〜魔導師の塔〜』、『わくわくぷよぷよダンジョン』、SS版『魔導物語』、『みんなでよぷよ』
- 緒方賢一 - 『ぷよぷよ〜ん』、『ぷよぷよDA!』
- 小野健一 - 『ぷよぷよ7』、『ぷよぷよ!!クエスト』[3]

## 現実世界での扱い
コンパイル時代には、湯飲みなどのグッズが発売されていた。
セガ時代においては、限定カードの頒布が行われたほか、他作品とのコラボイベントにてゲスト出演している。
2014年、セガのアミューズメント施設に設置されたコカ・コーラの自販機を通じて限定カード「ほっこりスケルトンT」が頒布された。
2019年には、セガの別作品『共闘ことばRPG コトダマン』とのコラボイベントにて、スケルトンTはすけとうだらとのコンビでゲスト出演している。

## 反響
コンパイル時代に発行されていた ディスクステーション（BOOKタイプ）の人気投票は右表の通り。
| 回     | 対象号 | 結果 | 備考                                        | 注     |
| ------ | ------ | ---- | ------------------------------------------- | ------ |
| 第1回  | 7号    | 9位  | 『なぞぷよ』にて登場                        | [ 7 ]  |
| 第2回  | 8号    | -    | アンケートはがきの不備により実施できず      | [ 8 ]  |
| 第3回  | 9号    |      |                                             | [ 9 ]  |
| 第4回  | 10号   | 15位 | 『なぞぷよ』にて登場                        | [ 10 ] |
| 第5回  | 11号   | -    | 登場作品なし                                | [ 11 ] |
| 第6回  | 12号   | 14位 | 『魔導物語 はちゃめちゃ期末試験』にて登場。 | [ 12 ] |
| 第7回  | 13号   |      |                                             | [ 13 ] |
| 第8回  | 14号   |      | [ 14 ]                                      |        |
| 第9回  | 15号   | -    | 登場作品なし                                | [ 15 ] |
| 第10回 | 16号   | -    | 登場作品なし                                | [ 16 ] |
| 第11回 | 17号   | -    |                                             | [ 17 ] |
| 第12回 | 18号   |      |                                             | [ 18 ] |
| 第12回 | 19号   |      |                                             | [ 19 ] |
| 第13回 | 20号   |      |                                             | [ 20 ] |
| 第14回 | 21号   |      |                                             | [ 21 ] |
| 第15回 | 22号   |      |                                             | [ 22 ] |
| 第16回 | 23号   |      |                                             | [ 23 ] |
| 第17回 | 24号   | -    |                                             | [ 24 ] |
| 第18回 | 24号   | -    |                                             | [ 25 ] |
| 第19回 | 25号   | -    |                                             | [ 26 ] |